# Ашмат
Ашмат — река в России, протекает в Нолинском и Немском районах Кировской области. Устье реки находится в 18 км по правому берегу реки Сырчан. Длина реки составляет 10 км.
Река берёт начало в районе села Сырчаны (Медведское сельское поселение, Нолинский район). Течёт на юго-восток, всё течение реки проходит по ненаселённому частично заболоченному лесному массиву.

## Данные водного реестра
По данным государственного водного реестра России относится к Камскому бассейновому округу, водохозяйственный участок реки — Вятка от водомерного поста посёлка городского типа Аркуль до города Вятские Поляны, речной подбассейн реки — Вятка. Речной бассейн реки — Кама.
По данным геоинформационной системы водохозяйственного районирования территории РФ, подготовленной Федеральным агентством водных ресурсов:
- Код водного объекта в государственном водном реестре — 10010300512111100038477
- Код по гидрологической изученности (ГИ) — 111103847
- Код бассейна — 10.01.03.005
- Номер тома по ГИ — 11
- Выпуск по ГИ — 1